# La Harpe d'herbes
La Harpe d'herbes (The Grass Harp) est un roman court de Truman Capote, publié en 1951 chez Random House. C'est le quatrième ouvrage du romancier américain, qui n'a alors que 26 ans.
La traduction française, réalisée par Maurice-Edgar Coindreau, est parue en 1953 aux éditions Gallimard.

## Résumé
Dans une petite ville américaine, Colin Fenwick habite avec les cousines de son père, Verena et Dolly Talbo, après qu'il a perdu sa mère. Avec Catherine, une jeune fille indienne, Collin et Dolly s'installent dans une cabane perchée sur un arbre où ils feront connaissance de plusieurs personnages excentriques.

## Adaptations
Le roman a été adapté :
- au théâtre à Broadway en 1952 par l'auteur, avec Mildred Natwick et Russell Collins ;
- au cinéma en 1995 par Charles Matthau, avec Piper Laurie et Walter Matthau, sous le même titre (La Harpe d'herbes (en), Passions d'automne au Québec)